# Kanzelparagraph

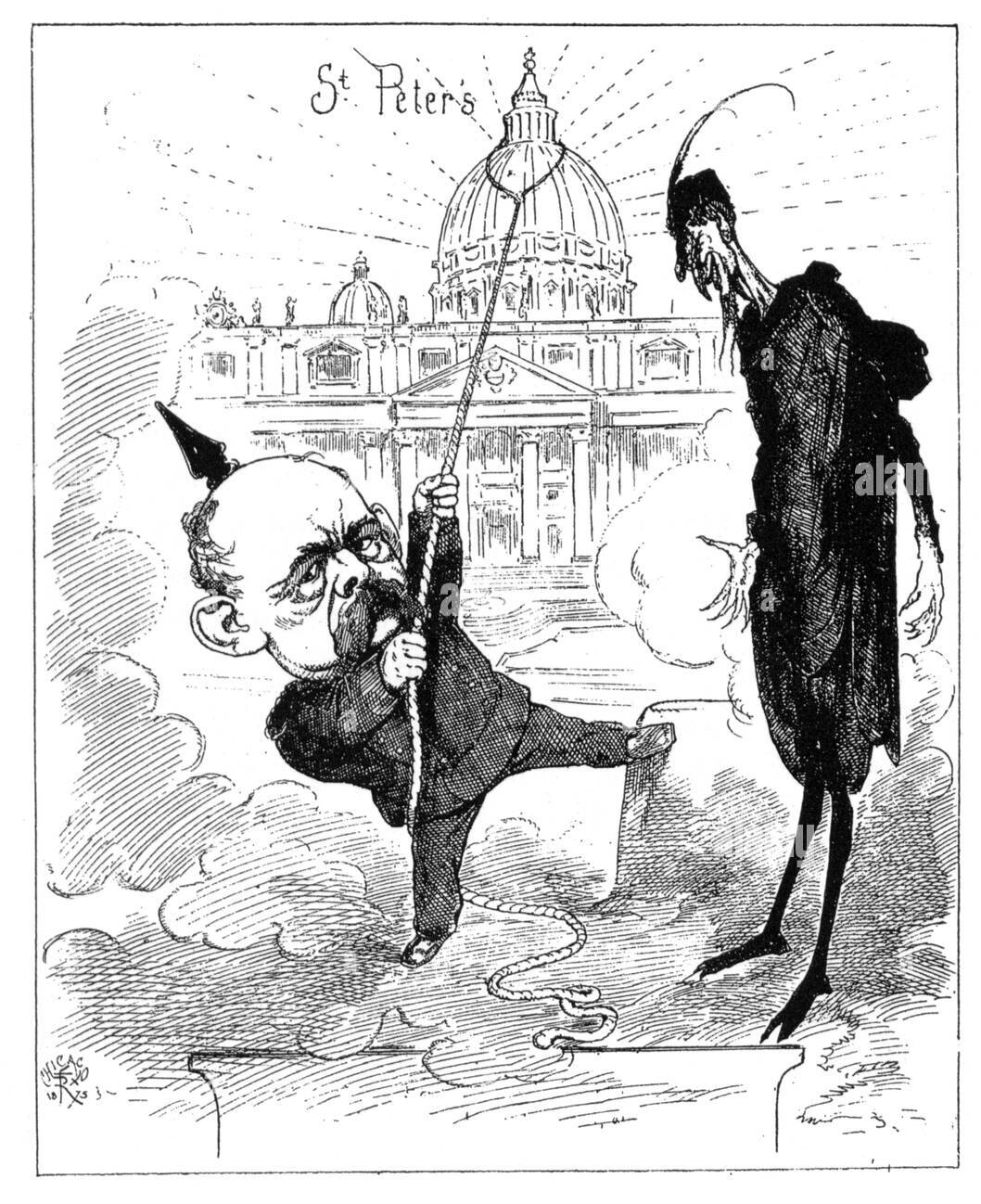
Bismarck versucht, die Kuppel des Petersdoms einzureißen.
Régamey: “Bismarck und Satan” (Chicago, 1875)

Der Kanzelparagraph war von 1871 bis 1953 (Bundesrepublik Deutschland) bzw. 1968 (Deutsche Demokratische Republik) eine Vorschrift des deutschen Strafgesetzbuches, die den Geistlichen aller Religionen in der Ausübung ihres Amtes eine Stellungnahme zu politischen Angelegenheiten mit Androhung von Gefängnisstrafe oder Festungshaft von bis zu zwei Jahren untersagte.

## Geschichte

### Kaiserreich
Während des Kulturkampfes ging die Reichsregierung des Kaiserreichs unter Führung Otto von Bismarcks gegen Geistliche vor, die in ihren Predigten von der Kanzel aus politische Ereignisse kommentierten. Dieser so genannte „Kanzelmissbrauch“ wurde in einem neuen § 130a untersagt, der am 10. Dezember 1871 in das Strafgesetzbuch eingefügt wurde:
„Ein Geistlicher oder anderer Religionsdiener, welcher in Ausübung oder in Veranlassung der Ausübung seines Berufes öffentlich vor einer Menschenmenge, oder welcher in einer Kirche, oder an einem anderen zu religiösen Versammlungen bestimmten Orte vor Mehreren Angelegenheiten des Staates in einer den öffentlichen Frieden gefährdenden Weise zum Gegenstande einer Verkündigung oder Erörterung macht, wird mit Gefängniß oder Festungshaft bis zu zwei Jahren bestraft.“
Es kam in der Folge dieser Strafvorschrift auch zu politisch motivierten Haftstrafen gegen katholische Geistliche.
Der beliebte Erzbischof von Posen Mieczysław Graf Halka-Ledóchowski wurde zur Höchststrafe von zwei Jahren verurteilt und im Februar 1874 tatsächlich inhaftiert.
Eine Ergänzung vom 26. Februar 1876 weitete die Vorschrift auf die Verbreitung von Schriften aus:
„Gleiche Strafe trifft denjenigen Geistlichen oder anderen Religionsdiener, welcher in Ausübung oder in Veranlassung der Ausübung seines Berufes Schriftstücke ausgibt oder verbreitet, in welchen Angelegenheiten des Staats in einer den öffentlichen Frieden gefährdenden Weise zum Gegenstand einer Verkündigung oder Erörterung gemacht sind.“

### Drittes Reich
Martin Niemöller gehörte als evangelischer Pfarrer zu den prominenten Geistlichen der Bekennenden Kirche, die unter Heranziehung des Kanzelparagraphen von der nationalsozialistischen Justiz „wegen Kanzelmissbrauchs“ verfolgt wurden. Auch katholische Geistliche wurden im Dritten Reich wegen dieses Paragraphen belangt, zum Beispiel Pater Rupert Mayer. Gegen ihn wurde auf Grund seiner regimekritischen Äußerungen ein Predigtverbot verhängt. Im Juni 1939 erklärte Mayer vor der Gestapo schriftlich:
„Ich erkläre, daß ich im Falle meiner Freilassung trotz des gegen mich verhängten Redeverbotes nach wie vor aus grundsätzlichen Erwägungen heraus predigen werde. Ich werde auch weiterhin in der von mir bisher geübten Art und Weise predigen, selbst dann, wenn die staatlichen Behörden, die Polizei und die Gerichte meine Kanzelreden als strafbare Handlungen und als Kanzelmißbrauch bewerten sollten.“
1942 wurde der katholische Priester Bernhard Lichtenberg zu zwei Jahren Gefängnis wegen Kanzelmissbrauchs und Vergehens gegen das Heimtückegesetz verurteilt, weil er öffentlich für Juden und KZ-Gefangene gebetet hatte:
„In Berliner Häusern wird ein anonymes Hetzblatt gegen die Juden verbreitet. Darin wird behauptet, daß jeder Deutsche, der aus angeblich falscher Sentimentalität die Juden irgendwie unterstützt, und sei es auch durch freundliches Entgegenkommen, Verrat an seinem Volk übt. Laßt euch durch diese unchristliche Gesinnung nicht beirren, sondern handelt vielmehr nach dem strengen Gebot Jesu Christi: Du sollst deinen Nächsten lieben wie dich selbst!“
Lichtenberg wurde daraufhin ein Verstoß gegen § 130a RStGB und das Heimtückegesetz zur Last gelegt.

### Bundesrepublik
In der Bundesrepublik Deutschland wurde der Paragraph durch Art. 2 Nr. 18 Drittes Strafrechtsänderungsgesetz vom 4. August 1953 aufgehoben.

## Belege
1. ↑  Evangelische Pfarrer der Kirche Berlin-Brandenburg 1945–1961. Lukas-Verlag, 2004, ISBN 3-936872-18-X, S. 310.
2. ↑  de.wikisource.org (Volltext)
3. ↑  Berliner Tageblatt und Handels-Zeitung, Donnerstag, 3. März 1938, S. 3, Spalte 1
4. ↑  Resistenz der katholischen Kirche. Archiviert vom Original am 7. Oktober 2011; abgerufen am 4. August 2012.
5. ↑  Rede der Bezirksbürgermeisterin Monika Thiemen zur Enthüllung einer Gedenktafel für Bernhard Lichtenberg. Abgerufen am 3. August 2014.